# 読売ジャイアンツ主催試合の地方球場一覧
この項では東京巨人軍、読売ジャイアンツが行った公式戦のホームゲームとなる試合の会場をリストアップした（使用した年は全部スタブ。フランチャイズ制度ができた1952年より）。

## 一軍

### 本拠地

#### 東京都
- 後楽園球場（1937 - 1987） - フランチャイズ制度以前にも優先的に使用していた
- 東京ドーム（1988 - ）

### 北海道
- 函館市民球場（1950）
- 小樽桜ヶ丘球場（1950、1951）
- 札幌市円山球場（1950、1952 - 1972、1974 - 2000）
- 札幌市営中島球場（1951）
- 函館市千代台公園野球場（1951 - 1953、1959、1961） - 「函館オーシャンスタジアム」の愛称が付いて以降の開催はない
- 夕張鹿の谷球場（1952）
- 旭川市営野球場（1952）
- 苫小牧市営球場（1960）
- 旭川スタルヒン球場（1988 - 1990、1992、2008 - 2009）
- 札幌ドーム（2001 - 2009）

### 東北

#### 青森県
- 青森市営野球場（1950）
- 大三沢リッドルスタジアム（1950）
- 長根野球場（八戸市長根野球場）（1952 - 1953）

#### 岩手県
- 一関希望ヶ丘球場（1950）
- 盛岡市営野球場（1954）
- 釜石小佐野球場（1954）
- 岩手県営野球場（1973 - 1974、1976、1978、1980、1982、1984、1990、2012）
- いわて盛岡ボールパーク（きたぎんボールパーク）（2023）

#### 宮城県
- 宮城球場 → フルキャストスタジアム宮城（1950、1951、1954、1973、1976、1978、1980、1982、1984、1986、1988、1990、2005、2006<中止>、2007）

#### 秋田県
- 秋田県営手形野球場（1951）
- 秋田県立野球場（こまちスタジアム）（2006、2012、2023）

#### 山形県
- 山形市営球場（1950、1951）
- 山形県野球場（荘内銀行・日新製薬スタジアムやまがた）（現：ヤマリョースタジアム山形）（2013、2016、2022、2025）

#### 福島県
- 福島市信夫ヶ丘球場（1950、1953 ‐ 1954）
- 会津若松市営野球場（1954）
- 郡山市営開成山球場（現：ヨーク開成山スタジアム）（1973 - 1974、1976、1978、1980、1982、1984、1986、1988、2011<2試合> - 2012、2015、2020<中止>、2022）
- 福島県営あづま球場（1990、2006、2008、2013、2016、2025）
- いわきグリーンスタジアム（2010、2014、2020<中止>）

### 関東

#### 茨城県
- 水戸水府球場（1950、1955）
- 茨城県営球場（1955、1956）
- ひたちなか市民球場（2007、2010、2014、2018 - 2019<中止>、2024）

#### 栃木県
- 宇都宮総合球場（1950、1951、1953、1956）
- 鹿沼御殿山公園野球場（1951）
- 足利市営球場（1955）
- 宇都宮清原球場（2008 - 2009、2012、2014 - 2015、2017 - 2018、2022）

#### 群馬県
- 太田市東山球場（1950、1952、1954）
- 高崎市城南野球場（1950、1951 - 1953）
- 群馬県立敷島公園野球場（現：上毛新聞敷島球場）（1954 - 1955、2011、2013 - 2015、2017 - 2019、2021、2024）

#### 埼玉県
- 熊谷市営球場（1950、1952 - 1954）
- 埼玉県営大宮公園野球場（1951 - 1954）
- 川越市営初雁公園野球場（1952）

#### 千葉県
- 千葉公園野球場（1950、1952、1954）
- 市川国府台球場（1950）
- 小見川町営球場（1950）
- 木更津市営野球場（1953）

#### 東京都
- 福生グラウンド（1950）
- 昭和町公園野球場（1950）
- 武蔵野グリーンパーク野球場（1951）
- 明治神宮野球場（1955）
- 八王子市営球場（1956）
- 東京スタジアム（1962）

#### 神奈川県
- 横須賀市営追浜球場（1950）
- 横浜公園平和野球場（1950、1952 - 1956）
- 神奈川県立保土ヶ谷公園硬式野球場（1951）
- 川崎球場（1952 - 1957、1959）
- 茅ヶ崎公園野球場（1952）

#### 山梨県
- 山梨県営飯田野球場（1954 - 1956）

### 中部

#### 新潟県
- 柏崎高校グラウンド（1950）
- 新潟市営白山野球場（1950、1951）
- 長岡球場（1950、1951、1953）
- 新発田市営球場（1950）
- 高田市営球場（1953）
- 新潟市営鳥屋野野球場（1969、1987、1989）
- 新潟県立野球場（HARD OFF ECOスタジアム新潟）（2010 - 2011<2試合>、2013、2019）

#### 長野県
- 長野市営城山野球場（1950、1951 - 1955）
- 飯田城下球場（1950）
- 長野県営松本野球場（1951 - 1954）
- 上田城跡公園野球場（1954、1956）
- 下諏訪町営球場（1955 - 1956）
- 松本市野球場（1991、2017、2024）
- 長野オリンピックスタジアム（南長野運動公園野球場）（2005、2010、2012、2014、2018）

#### 静岡県
- 静岡県草薙総合運動場硬式野球場（静岡草薙球場）（1950、1951、1953 - 1956、1958 - 1959、1961）
- 沼津市営球場（1950、1955 - 1956）
- 浜松市営球場→浜松球場（1950、1953 - 1956、1959、1961、1966、1979 - 1981、1983）
- 伊東スタジアム（1952 - 1953）

#### 富山県
- 県営富山野球場（1950、1954、1958、1960 - 1973、1975、1977、1979、1985、1987、1989、1991）
- 富山市民球場アルペンスタジアム（1993、2008、2010 - 2011、2013、2015<中止> - 2016、2018、2020<中止> - 、2021、2024 - 2025）

#### 石川県
- 石川県営兼六園野球場（1950、1954、1961 - 1968、1970 - 1973）
- 石川県立野球場（1975、1977、1979、1981、1983、1985、1989、1991、1993、2008、2010、2015、2018<中止>、2021、2025）

#### 福井県
- 福井市営球場（1950、1954）
- 福井県営球場（1971-1972、1975、1977、1983、1985、2009、2011、2013<中止>、2016、2020<中止>、2024）

#### 愛知県
- 豊橋市営球場（1950）
- 中日球場（1951）

#### 岐阜県
- 岐阜県営野球場（1950）
- 長良川球場（2009 - 2010<中止>、2012 - 2013、2016<中止> - 2017、2019、2020<中止>、2021、2023、2024）

### 近畿

#### 京都府
- 京都市西京極総合運動公園野球場（西京極球場）（わかさスタジアム京都）（2010）

#### 大阪府
- 大阪ドーム（京セラドーム大阪）（1997、1999、2001 - 2010、2012 - [注 1]） - 現状は毎年7月下旬に2試合連続で開催。2020年は新型コロナウイルス感染拡大の影響により開催中止したが、日本シリーズではホームゲームを開催。2021年は東京オリンピック開催に伴う変則日程により9月上旬に開催。

#### 兵庫県
- 甲子園球場（1950、1951）
- 神戸総合運動公園野球場（ほっともっとフィールド神戸）（2007、2013、2020）

#### 和歌山県
- 和歌山県営球場（1955）

### 中国・四国

#### 島根県
- 松江市営球場（1950）

#### 岡山県
- 岡山県倉敷スポーツ公園野球場（倉敷マスカットスタジアム）（2001、2003、2006、2018）

#### 山口県
- 宇部市野球場（ユーピーアールスタジアム）（2011） - 東日本大震災発生に伴い、延期されていた開幕戦を迎えることになった。

#### 愛媛県
- 松山中央公園野球場（坊っちゃんスタジアム）（2004 - 2005、2008、2015）

### 九州・沖縄

#### 福岡県
- 北九州市営小倉球場 → 北九州市民球場（1975、1977 - 1981、1985 - 1986、1989 - 1991、2011）
- 平和台野球場（1979 - 1992）
  - オープン戦では、1978年以前から巨人主催の西鉄～太平洋クラブ～クラウンライター戦が平和台および小倉で行われることがあり、西鉄ライオンズとして最後の試合だった1972年11月18日（平和台）・19日（小倉）も巨人の主催で行われ、巨人が一塁側でホーム用の「GIANTS」の、西鉄が三塁側でビジター用の「NISITETU」のユニフォームを着用した。
- 福岡ドーム → 福岡Yahoo! JAPANドーム（1993 - 2007、2009）

#### 佐賀県
- 佐賀・みどりの森県営球場 → さがみどりの森球場（2009、2021<中止>、2023）

#### 長崎県
- 長崎県営野球場（長崎ビッグNスタジアム）（2005、2007、2009、2021<中止>、2023）

#### 熊本県
- 藤崎台県営野球場 → リブワーク藤崎台球場（1975 - 1976、1978、1982、1987-1992、2006、2012<中止>、2016<中止。経緯後述> - 2017、2019 - 2020<中止>）

#### 宮崎県
- 宮崎県総合運動公園硬式野球場（サンマリンスタジアム宮崎）（現：ひなたサンマリンスタジアム宮崎）（2004、2014）

#### 鹿児島県
- 鹿児島県立鴨池野球場 → 平和リース球場（1976、1984、2012、2014、2016<中止。経緯後述> - 2017、2019 - 2020<中止>）

#### 沖縄県
- 那覇市営奥武山野球場（沖縄セルラースタジアム那覇）（2022）

## 二軍

### 北海道・東北
- 札幌市円山球場
- 札幌ドーム
- 岩見沢市営球場
- 稚内市大沼球場
- 清見ヶ丘公園野球場（中川郡池田町）
- 黒松内町営野球場
- 青森県営野球場
- 青森市営野球場
- 長根野球場

### 関東
- 西武園球場（現・西武ドーム）
- ZOZOマリンスタジアム
- 東京ドーム
- 川崎球場
- 茅ヶ崎公園野球場

### 東海・近畿
- 中津川公園野球場（2009）
- 長良川球場
- 静岡県営愛鷹球場
- 静岡草薙球場
- 島田球場
- 掛川球場
- 四日市市営霞ヶ浦第一野球場（2009）
- 皇子山球場
- 西京極球場
- 大阪（京セラ）ドーム

### 山口・九州・沖縄
- 西京スタジアム
- 愛宕スポーツコンプレックス野球場[注 2]
- 北九州市民球場
- 鳥栖市民球場
- 新大分球場
- 浦添市民球場
- 北谷公園野球場
- 沖縄セルラースタジアム那覇

## 備考
- 巨人は長年、親会社・読売新聞の販路拡張活動も兼ねて、本拠地のない地域の球場での主催試合を多く行っており、福岡（1978年以前と1989年以後）、札幌（2004年以後）、仙台（1974年 - 1977年と2005年以後）に地元チームが誕生した後でも、それぞれ保護地域協約に基づいて地元チーム（福岡ソフトバンクホークス、北海道日本ハムファイターズ、東北楽天ゴールデンイーグルス）の許諾を経て公式戦を行ってきたが、交流戦でも対戦する機会が多いということで、以上の3つの都市では2010年以後は一時主催試合から撤退することとなった（ただし、廃止ではない）。
- 一方で、オリックス・バファローズの保護地域である大阪府での主催試合は継続されている。2007年と2013年に至っては、阪神の本拠地のある兵庫県での開催も行っている（阪神もMLB球団とのオープン戦ではあるが、東京ドームでの主管試合経験がある。ただし、主催はMLB）。
- また、中日ドラゴンズの本拠地に近い岐阜県でも2009年・2012年・2013年・2017年・2019年に主催試合が行われた（2010年と2016年にも主催試合の予定が組まれたが降雨中止となった）。
  - ただし、大阪・神戸での阪神戦、岐阜での中日戦の主催試合は地域権の絡みからか、開催されたことがない（オープン戦では京都や三重県伊勢市倉田山で巨人主催の阪神戦、同じく三重県の津球場でも同様に近鉄戦を主管した実績がある）。
- 2011年は宇部市野球場・北九州市民球場で九州シリーズが再開され、関西・中京シリーズは休止となったが、2012年は7月に3連戦（大阪→岐阜→東京）として行っている。
- 2012年8月には秋田→盛岡→郡山と転戦する東北シリーズが初めて行われた。
- 2016年4月には熊本・鹿児島遠征が行われる予定となっており、特に熊本は2012年が降雨中止になったため事実上2006年以来10年ぶりの巨人主催試合開催[2]となる予定だった。ところが直前の4月14日に平成28年熊本地震の前震（1回目の震度7）が発生。当初は被害がバックスクリーンの一部に亀裂が入った程度であり、観戦に特段な支障がない[3]として、予定通り開催する方向で調整が進められていたが、4月16日におきた本震（当初発表は震度6強、後に震度7に訂正）により、外野部分が隆起した上に、観客席（特に外野席の石垣や、内野座席・記者席）の壁面に亀裂が入っていること、また照明塔の一部が損壊する被害もあったため、試合開催に支障をきたす恐れがあり、また来場者の安全確保を最優先にするという理由で開催が中止された。また鹿児島での開催についても、当時交通事情が悪化しており、空路・新幹線の欠航や、高速道路も災害復旧作業関係車両以外通行止めという状態であることから用具輸送の確保が難しいとして取りやめとなった[2]。代替開催は東京ドームに会場を変えて9月27・28日に設定された[4]ため、この年の九州開催はなくなった。2017年4月にヤクルトを帯同して2連戦を熊本・鹿児島の順で施行したが、熊本での開催が震災後の復旧杮落としでもあった。なお、2018年は九州地区での主催試合の予定はないが、5月に東京ヤクルト主催で鹿児島にて2試合ビジターが組まれている。
- 1972年10月3日に岡山県野球場で広島東洋カープ対読売ジャイアンツが開催された以降は長年、その集客力から巨人がビジターチームとして地方開催試合の相手となることはなかったが、2004年6月15日に静岡草薙球場で横浜ベイスターズ主催の相手となって以降は横浜DeNAベイスターズ、東京ヤクルトスワローズ主催の地方での対巨人戦も増えてきている。
  - 一方で中日ドラゴンズは未だ主催の対巨人戦を公式戦において地方開催した実績はない（巨人主催は相当数あり。一方の阪神は甲子園球場が使えない春先や夏場は京セラドーム大阪〔年度によりほっともっとフィールド神戸も〕で主催試合を行うが、巨人戦を行うことは、左記2会場を含め公式戦ではない[注 3]）。
  - オリックスもセ・パ交流戦以後、準本拠に降格（2006年は本拠地に一時復帰）した神戸で2010年まで巨人戦1試合を主催していたが、2011年から2019年までは神戸での開催を減らした都合で開催していない。2020年は新型コロナウィルスの影響で日程変更になってほっともっとフィールド神戸での3連戦で試合が開催される。ただし、1試合は雨天中止になった。
- 前述のように1997年に大阪ドーム（京セラドーム）が開場して以降、毎年、もしくは隔年に1カード2～3試合組まれており、以前は8月末もしくは9月初旬に行われたこともあるが、近年は7月下旬に行われている。これまで阪神主催を含め阪神と組まれたことはない[注 4]。
- 2020年は新型コロナウイルスの影響によりレギュラーシーズンでは京セラドーム開催を含め地方開催が中止となった。しかし、開幕後の特例処置で、開幕当初はコロナ感染拡大防止の観点から、最初は関東での集中開催→その後は名古屋以西の西日本での集中開催とした日程に変更された関係で、7月の巨人主催扱いのヤクルト戦がほっともっと神戸で3連戦（うち1試合中止。2試合のみ）が開催された他、シーズン開催が後ろ倒しになり、日本シリーズ期間中は都市対抗野球で東京ドームをすでに使用することが決まっていたため、代替として京セラドームでホームゲームを開催した。
  - 2021年は長崎・佐賀、金沢・富山、前橋、岐阜で各1試合、京セラドームで2試合主催試合が設定されたが、引き続き新型コロナウイルスの影響により中止となった試合があった。長崎では県の緊急事態宣言により開催中止となり、移動の都合により佐賀も中止となった[5]。代替試合はいずれも東京ドーム開催となる。
- 2022年は沖縄の日本復帰50周年と那覇市制100周年を記念して、同年4月12日・13日に対横浜DeNAベイスターズを読売新聞社と日本テレビ、琉球新報社などの主催・共催で沖縄セルラースタジアム那覇にて開催した。巨人は2011年から同球場にて春季キャンプを行っているが、沖縄県内で一軍公式戦の主催試合が行われたのは今回が初めてとなった[6][7]。